# Гам (притока Ло)
Ґам (в'єт. Sông Gâm, кит.: 白南河, Báinán hé) — це річка, що бере початок у провінції Гуансі (Китай). Довжина 222 км.
Річка втікає на територію В’єтнаму в провінції Каобанг (23°0′42″ пн. ш. 105°47′12″ сх. д. / 23.01167° пн. ш. 105.78667° сх. д.).
Далі тече в провінції Хазянг і Туєнкуанг (В’єтнам) і впадає в річку Ло.

## Посилання

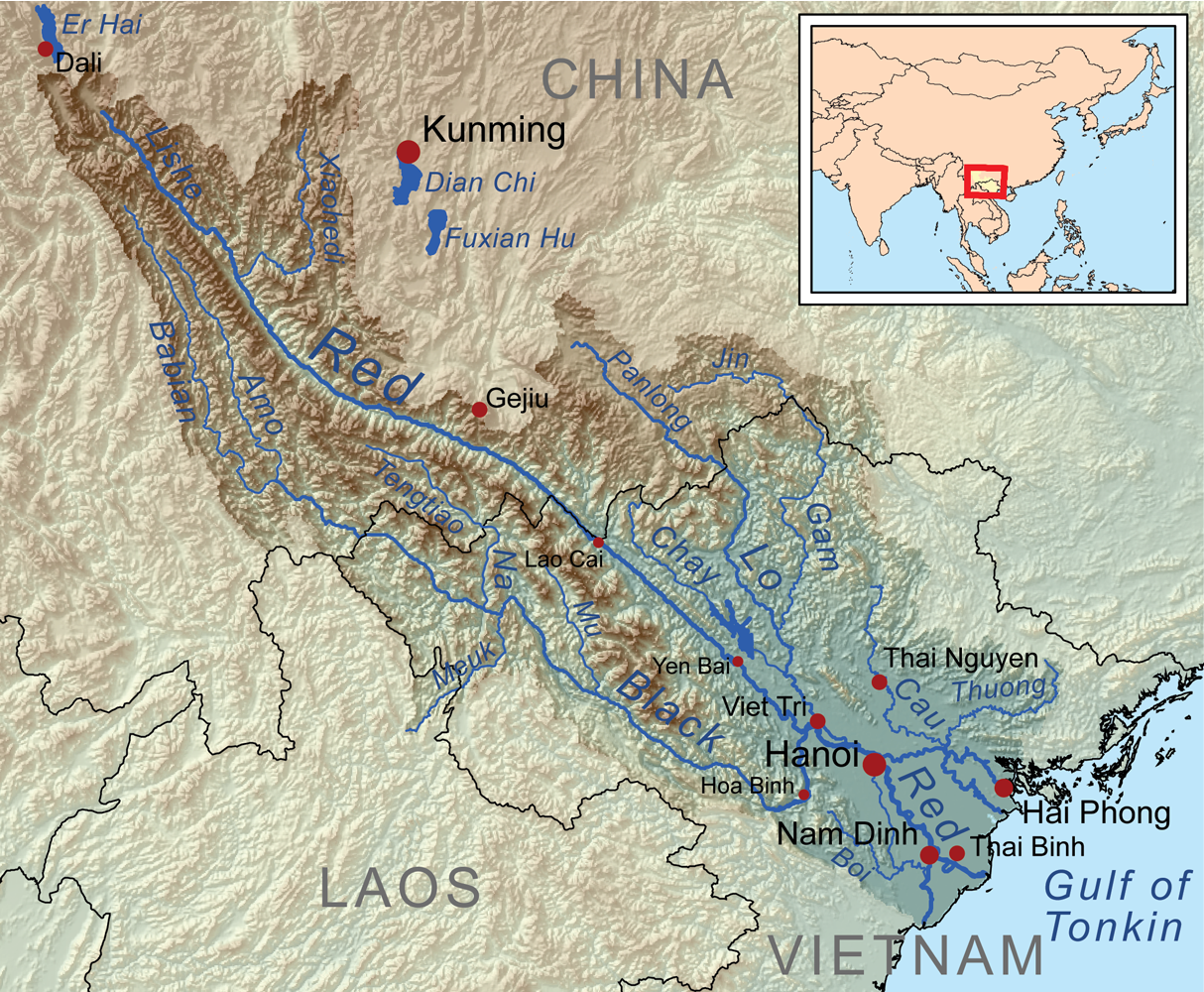
Річка Гам є притокою річки Ло, яка впадає в Червону річку